# Théodore Mayi-Matip
 (février 2019).
Pour les articles homonymes, voir Matip.
Théodore Mayi Matip est une personnalité politique camerounaise, né le 2 juin 1927 à Éséka, dans l'ancien Cameroun français. Il a été vice-président de l’Assemblée nationale du Cameroun pendant la présidence d'Ahmadou Ahidjo, de 1960 à 1982. Membre du parti d'opposition de l'Union des populations du Cameroun (UPC), il était proche du premier dirigeant de ce parti, Ruben Um Nyobè.

## Enfance et débuts en politique
Théodore Mayi Matip serait né en 1928 ou en 1917. Il est le fils d'un chef traditionnel dans la commune d'Éséka, au Cameroun. Il effectue ses études primaires à l'école primaire supérieure de Foulassi, dans la région du Centre du Cameroun. Par la suite, il devient secrétaire à la police. Il adhère à la Jeunesse démocratique du Cameroun (JDC), un mouvement proche du principal parti d'opposition de l'époque coloniale, l'Union des populations du Cameroun (UPC). Selon certaines sources, il aurait également exercé la fonction de journaliste. Malgré l'opposition de plusieurs militants de la JDC, qui le considéraient comme un soutien de l'administration coloniale[réf. nécessaire], il devient proche du leader de l'UPC, Ruben Um Nyobè. Il rejoint ensuite le Rassemblement démocratique africain (RDA) et en 1949, fait partie de la délégation camerounaise lors du congrès de l'Organisation des Nations unies (ONU). À la suite de la répression du 25 mai 1955, qui a fait de nombreuses victimes parmi les membres de l'UPC, il se joint à ses camarades dans la lutte clandestine appelée « maquis ».

## Décès de Um Nyobè
En septembre 1958, après de nombreux guet-apens contre Ruben Um Nyobè, le poste de commandement de l'UPC est localisé. Informé par ses éclaireurs, il s'enfuit accompagné de quelques militants, dont Mayi Matip, mais est rattrapé et abattu par l'armée coloniale près de Libelingoï. 
Le rôle joué par Théodore Mayi Matip dans la mort du leader politique reste pour le moins ambigu. En effet des interrogations persistes, notamment le fait qu'il soit l'un des rares survivants de ce massacre,. Une version envisage qu'il se soit rendu de son plein gré aux autorités coloniales après le décès de Ruben Um Nyobè. Ses prises de positions politique et son ralliement au parti au pouvoir alimentent les soupçons sur le rôle qu'il a pu jouer, ce qui a provoqué une rupture avec plusieurs militants exilés, notamment Félix-Roland Moumié, Ernest Ouandié, et Abel Kingué. Augustin Frédéric Kodock l'a finalement rendu complice de la mort de son chef.